# Premaknjena matrika
Premaknjena matrika je binarna matrika, ki ima enice na naddiagonali (leži tik nad glavno diagonalo) ali na poddiagonali (leži tik pod glavno diagonalo), povsod drugod pa ničle. Če ima enice na naddiagonali, je to zgornja premaknjena matrika. Zanjo velja:
{\displaystyle U_{ij}=\delta _{i+1,j}\!\,,}
kjer je:
- {\displaystyle \delta _{ij}\!\,} Kroneckerjeva delta.

Kadar so enice na poddiagonali:
{\displaystyle L_{ij}=\delta _{i,j+1}\!\,,}
je spodnja premaknjena matrika.
Če se transponira spodnjo premaknjeno matriko, se dobi zgornjo premaknjeno matriko in obratno.
Množenje matrike {\displaystyle A\!\,} na levi strani s spodnjo premaknjeno matriko da matriko, v kateri se premaknejo elementi navzdol za eno mesto, na vrhu pa se pojavijo ničle. Množenje z desne strani s spodnjo premaknjeno matriko da matriko, ki ima elemente premaknjene v levo. Podobni so rezultati pri množenju z zgornjo premaknjeno matriko. 
Vse premaknjene matrike so nilpotentne. Kadar se potencira matriko {\displaystyle n\times n\!\,} s potenco {\displaystyle n\!\,}, se dobi ničelno matriko.

## Zgled
{\displaystyle U_{5}={\begin{pmatrix}0&1&0&0&0\\0&0&1&0&0\\0&0&0&1&0\\0&0&0&0&1\\0&0&0&0&0\end{pmatrix}},\quad L_{5}={\begin{pmatrix}0&0&0&0&0\\1&0&0&0&0\\0&1&0&0&0\\0&0&1&0&0\\0&0&0&1&0\end{pmatrix}}\!\,.}

## Značilnosti
Če je {\displaystyle L\!\,} spodnja premaknjena matrika in {\displaystyle U\!\,} zgornja premaknjena matrika z razsežnostjo {\displaystyle n\times n\!\,}, potem za obe vrsti matrik velja:
- {\displaystyle \det(U)=0\!\,}
- {\displaystyle sl(U)=0\!\,}
- rang matrike je enak {\displaystyle rank(U)=n-1\!\,}
- karakteristični polinom (oznaka pU(λ)) matrike je {\displaystyle (-1)^{n}\lambda ^{n}\!\,}
- iz Cayley-Hamiltonovega izreka sledi tudi {\displaystyle U^{n}=0\!\,}
- permanent matrike {\displaystyle U\!\,} je enak 0.

## Zgledi
{\displaystyle S={\begin{pmatrix}0&0&0&0&0\\1&0&0&0&0\\0&1&0&0&0\\0&0&1&0&0\\0&0&0&1&0\end{pmatrix}},\quad A={\begin{pmatrix}1&1&1&1&1\\1&2&2&2&1\\1&2&3&2&1\\1&2&2&2&1\\1&1&1&1&1\end{pmatrix}}\!\,.}
Iz tega se dobi:
{\displaystyle SA={\begin{pmatrix}0&0&0&0&0\\1&1&1&1&1\\1&2&2&2&1\\1&2&3&2&1\\1&2&2&2&1\end{pmatrix}},\quad AS={\begin{pmatrix}1&1&1&1&0\\2&2&2&1&0\\2&3&2&1&0\\2&2&2&1&0\\1&1&1&1&0\end{pmatrix}}\!\,.}
Lahko bi se uporabilo še drugačne zmnožke. Takšen primer je premik navzgor in nato proti levi vzdolž glavne diagonale, ki se ga dobi s pomočjo množenja {\displaystyle S^{T}AS\!\,}
{\displaystyle S^{T}AS={\begin{pmatrix}2&2&2&1&0\\2&3&2&1&0\\2&2&2&1&0\\1&1&1&1&0\\0&0&0&0&0\end{pmatrix}}\!\,.}